# بارکسدیل (کامیونیتی)، ویسکانسین
بارکسدیل (به انگلیسی: Barksdale) یک منطقهٔ مسکونی در ایالات متحده آمریکا است که در Barksdale واقع شده‌است. بارکسدیل ۱۹۸٫۱۲ متر بالاتر از سطح دریا واقع شده‌است.